# Lingua albanese tosca
La lingua albanese tosca (nome nativo: toskërishtja o dialekti tosk) è una varietà di lingua albanese parlata in Albania, Grecia e Turchia.

## Distribuzione geografica
Secondo l'edizione 2009 di Ethnologue, la lingua albanese tosca è parlata da circa 3 milioni di persone, stanziate principalmente in Albania a sud del fiume Shkumbini. Vengono censiti anche 10.000 locutori in Grecia, nella regione dell'Epiro, e 15.000 locutori nella Turchia occidentale.  Le popolazioni arvanite di Grecia e gli Arbëreshë d'Italia parlano antiche varianti della lingua albanese tosca. 

## Classificazione
Secondo lo standard ISO 639 la lingua albanese tosca è uno dei membri della macrolingua albanese.

## Sistema di scrittura
Per la scrittura viene utilizzato l'alfabeto latino. In antico erano in uso l'alfabeto greco e la versione turco-ottomana dell'alfabeto arabo, data la mancanza di una norma stabilita fino al congresso di Bitola del 1908.